# 布賴滕巴赫河 (加伯爾巴赫河支流)
49°34′45.67″N 9°8′32.58″E / 49.5793528°N 9.1423833°E

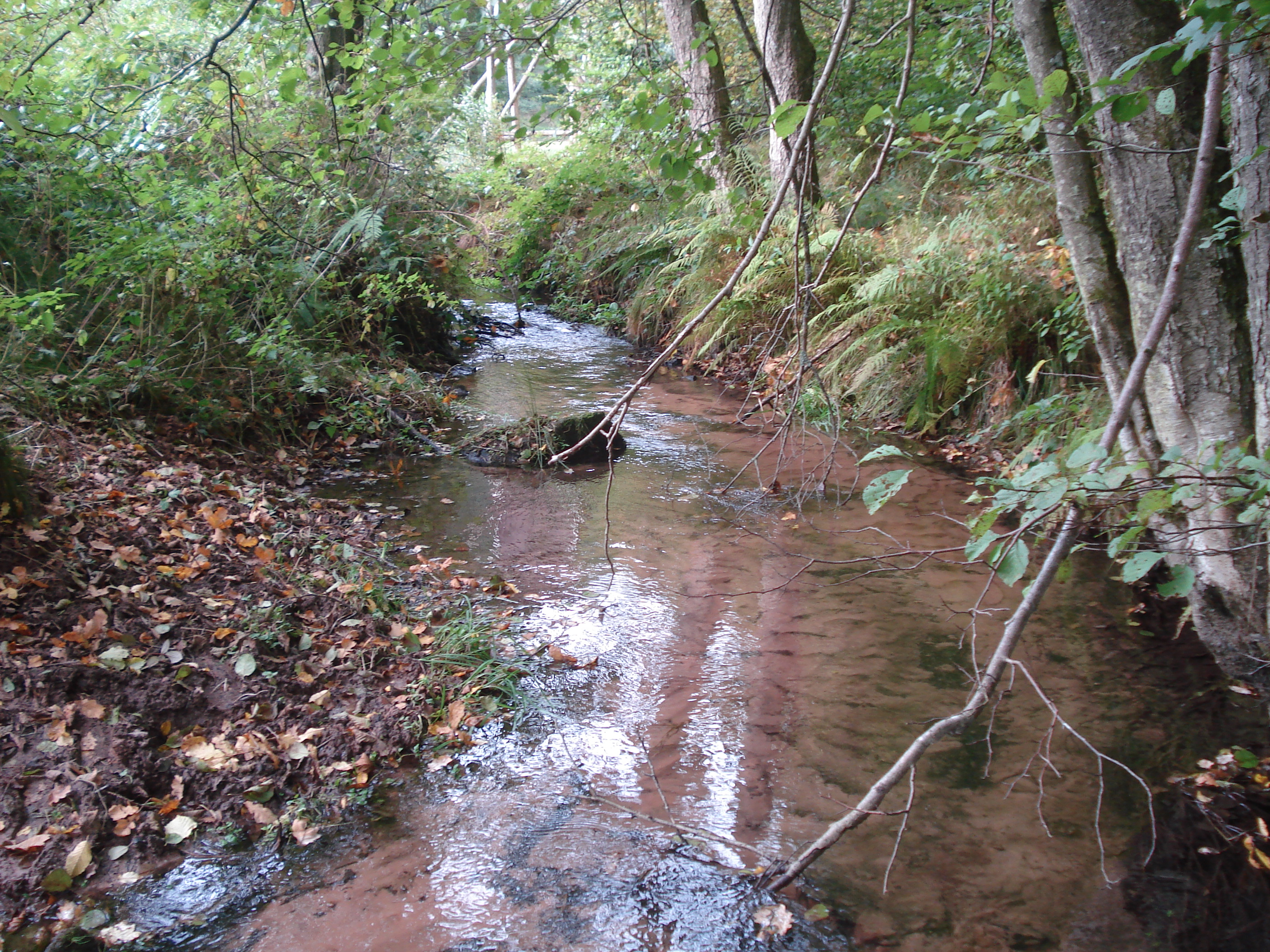

布賴滕巴赫河（德語：Breitenbach），是德國的河流，位於該國東南部，由巴伐利亞負責管轄，屬於加伯爾巴赫河的支流，河道全長7公里，流域面積18.5平方公里。